# Constantin Coandă
Constantin Coandă (* 4. März 1857 in Craiova, Fürstentum Walachei; † 30. September 1932, Bukarest) war ein rumänischer Militär, Politiker und kurzzeitiger Ministerpräsident.

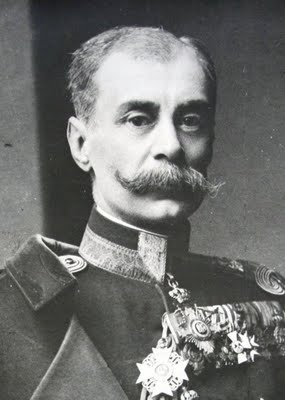
Constantin Coandă

## Leben
Schon im Russisch-Osmanischen Krieg 1877/78, in dem auch die Unabhängigkeit Rumäniens erkämpft wurde, war Coandă als junger Offizier an mehreren Schlachten beteiligt. Er spezialisierte sich auf Artillerie, weshalb er 1880 die Artillerie-Schule in Fontainebleau besuchte. 1887 bis 1891 war er Militärattaché in Wien, Paris und Brüssel, 1899 Vertreter Rumäniens beim Haager Abkommen.
1902 zum Brigadegeneral befördert, wurde Coandă 1911 Stadtkommandant von Bukarest. Im Zweiten Balkankrieg war er als General an dem Sieg über Bulgarien und dem anschließenden Frieden von Bukarest beteiligt.
Nach der Niederlage Rumäniens im Ersten Weltkrieg zogen sich König Ferdinand I. und seine Regierung nach Iași zurück, während Coandă für die Koordination der verbliebenen rumänischen Armee mit der zaristischen Armee innerhalb der Ostfront sorgte.
Als sich die Niederlage der Mittelmächte in Frankreich abzeichnete, wurde der deutschlandfreundliche Premier Alexandru Marghiloman zum Rücktritt gezwungen. Von 24. Oktober bis 29. November 1918 amtierte Coandă als rumänischer Ministerpräsident und Außenminister. Er erklärte den Friedensvertrag mit den Mittelmächten für ungültig, leitete eine allgemeine Mobilisierung und den Wiedereintritt Rumäniens in den Krieg auf Seiten der Entente ein. Das Hauptziel seiner Regierung war die Eroberung von Siebenbürgen zur Errichtung eines Großrumäniens.
Coandă nahm an führender Stelle an der Pariser Friedenskonferenz 1919 teil, insbesondere war er am Vertrag von Neuilly-sur-Seine mit Bulgarien beteiligt. Am 8. Dezember 1920 wurde er bei einem anarchistisch-kommunistischen Bombenanschlag schwer verwundet. Er war Vorsitzender des Senats 1920–1922 und 1926/27 sowie im Jahre 1926 Minister für Industrie und Handel in der Regierung Alexandru Averescu.
Eines seiner sieben Kinder war der Physiker und Aerodynamiker Henri Marie Coandă.